# Маноск
Мано́ск (фр. Manosque, окс. Manòsca) — коммуна и город во Франции, находится в регионе Прованс — Альпы — Лазурный Берег. Департамент коммуны — Альпы Верхнего Прованса. Входит в состав кантонов Северный Маноск, Юго-восточный Маноск и Юго-западный Маноск. Округ коммуны — Форкалькье.
Код INSEE коммуны — 04112.

## Население
Население коммуны на 2008 год составляло 22 270 человек.
| 1962   | 1968   | 1975   | 1982   | 1990   | 1999   | 2008   |
| ------ | ------ | ------ | ------ | ------ | ------ | ------ |
| 10 080 | 16 281 | 19 150 | 18 760 | 19 107 | 19 603 | 22 270 |

## Климат
Климат средиземноморский, лето жаркое и сухое, зима прохладная, часто бывают заморозки.
| Показатель                          | Янв. | Фев. | Март | Апр. | Май  | Июнь | Июль | Авг. | Сен. | Окт. | Нояб. | Дек. | Год  |
| ----------------------------------- | ---- | ---- | ---- | ---- | ---- | ---- | ---- | ---- | ---- | ---- | ----- | ---- | ---- |
| Средний суточный максимум, °C       | 9,5  | 11,1 | 14,4 | 16,8 | 21,7 | 25,1 | 29,7 | 29,5 | 24,8 | 19,2 | 13,3  | 9,7  | 18,7 |
| Средняя температура, °C             | 4,6  | 5,7  | 8,4  | 10,8 | 15   | 18,6 | 22   | 21,5 | 18   | 13,5 | 8,1   | 5,1  | 12,6 |
| Средний суточный минимум, °C        | −0,3 | 0,4  | 2,4  | 4,8  | 8,6  | 12,1 | 14,8 | 14,3 | 11,6 | 7,9  | 2,9   | 0,5  | 6,6  |
| Норма осадков, мм                   | 60   | 50   | 51   | 69   | 60   | 53   | 36   | 52   | 77   | 91   | 65    | 59   | 723  |
| Источник: Relevés météo de Manosque |      |      |      |      |      |      |      |      |      |      |       |      |      |

## Экономика
В 2007 году среди 13 213 человек в трудоспособном возрасте (15—64 лет) 9286 были экономически активными, 3927 — неактивными (показатель активности — 70,3 %, в 1999 году было 66,0 %). Из 9286 активных работали 7936 человек (4110 мужчин и 3826 женщин), безработных было 1350 (606 мужчин и 744 женщины). Среди 3927 неактивных 1204 человека были учениками или студентами, 1084 — пенсионерами, 1639 были неактивными по другим причинам.

## Достопримечательности
- Церковь Нотр-Дам-де-Ромижье и статуя Чёрной Мадонны.
- Церковь Сен-Совёр (XII—XIII века), исторический памятник. Колокольня рухнула во время землетрясения 1708 года.
- Часовня Обсерватен (XV—XVI века).
- Монастырь Пресентатьон, исторический памятник.
- Часовня Сен-Панкрас.
- Городские ворота Сонри (1382 год), исторический памятник. Это южные ворота в исторический центр города.
- Городские ворота Субейран (XIV век). Это северные ворота старого центра города.
- Городские ворота Гюиймпьер. Это западные ворота старого города.
- Городские ворота Обет, разрушены.
- Замок Гассо.

## Города-побратимы
- Лайнфельден-Эхтердинген (Германия) с 1973 года
- Вогера (Италия) с 1984 года

## Известные уроженцы
- Афсиа Эрзи (род. 1987) — французская актриса алжиро-тунисского происхождения.
- Жан Жионо (1895—1970) — французский писатель

## Фотогалерея

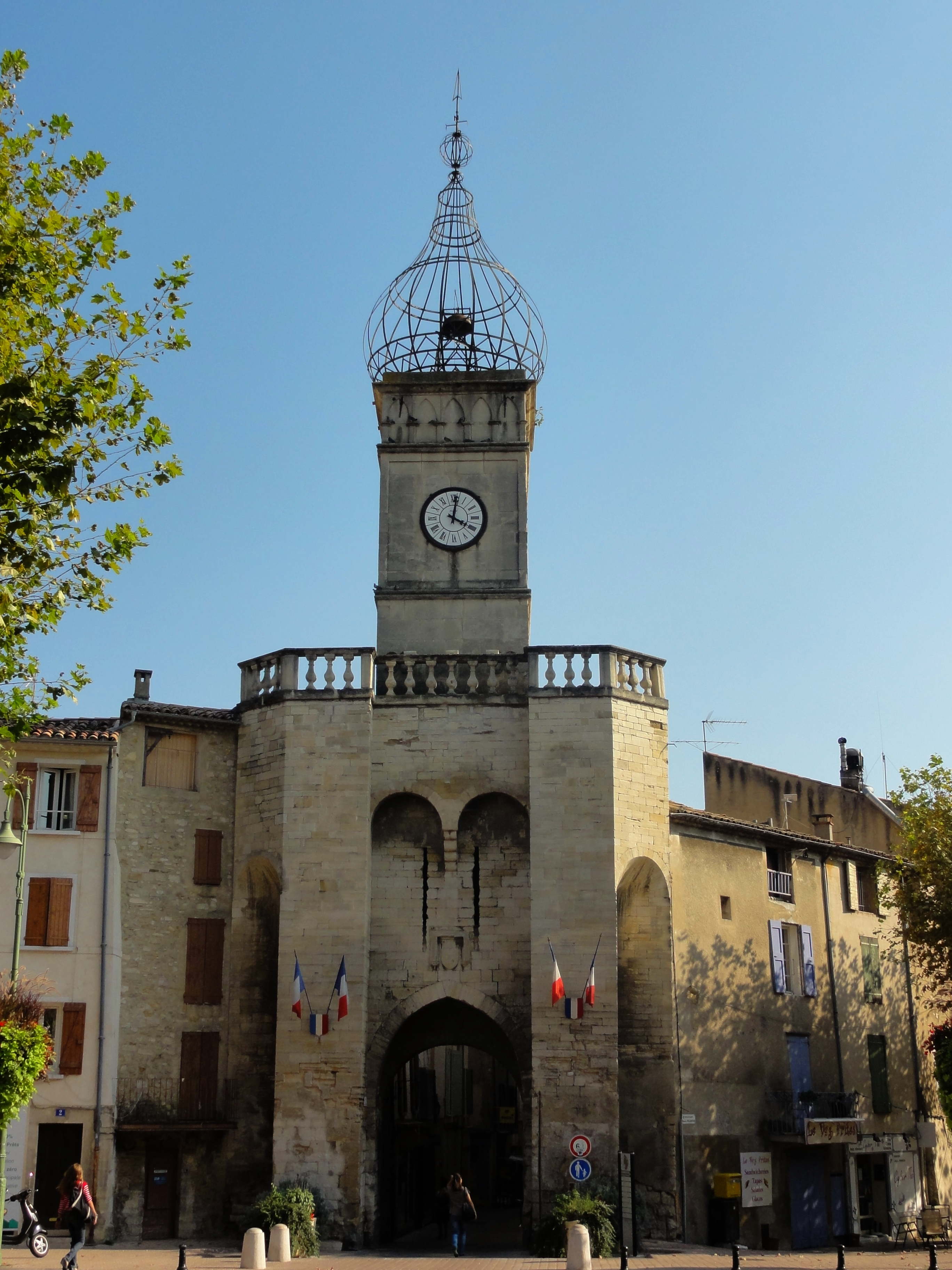
Ворота Субейран
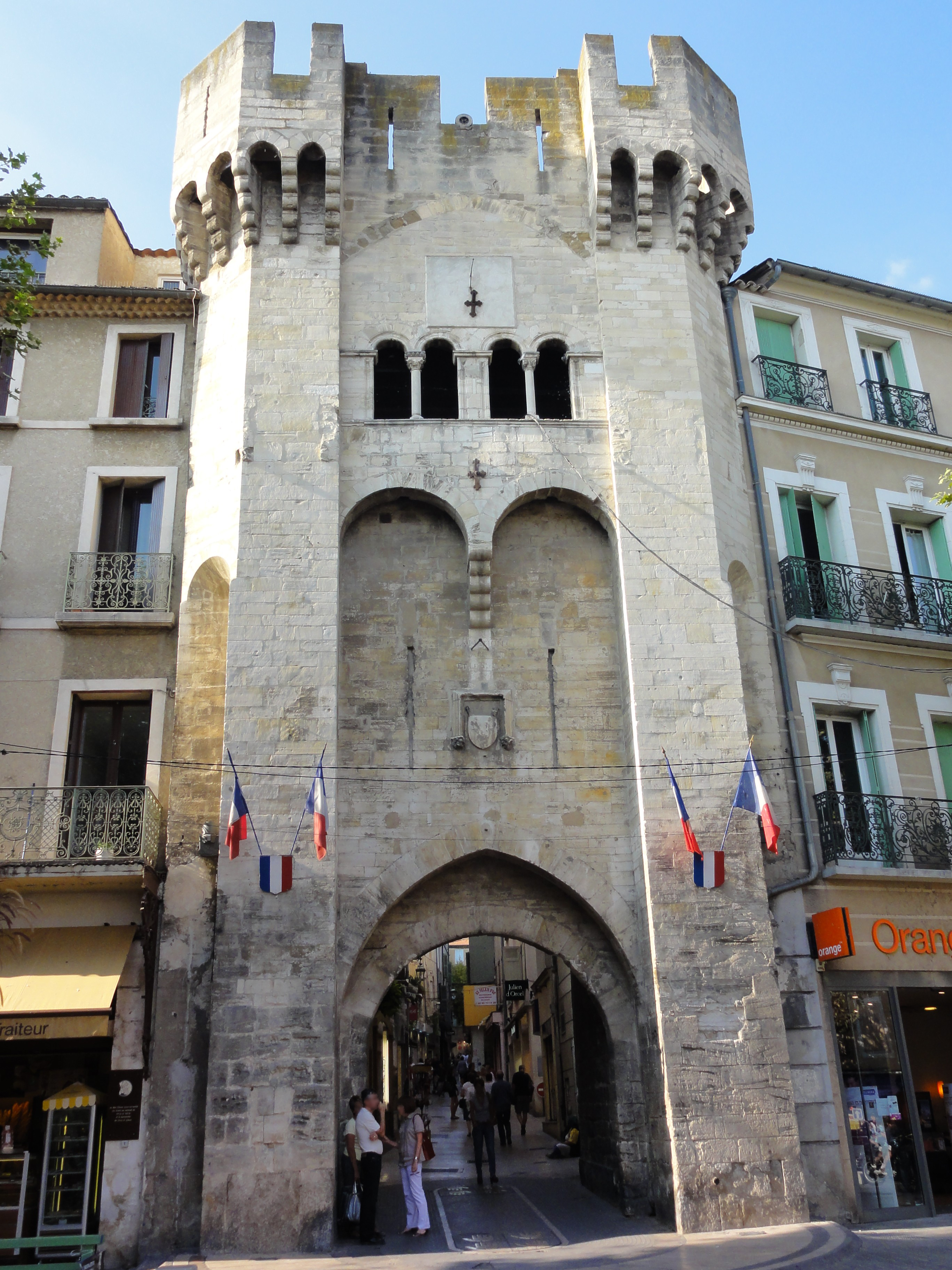
Ворота Сонри
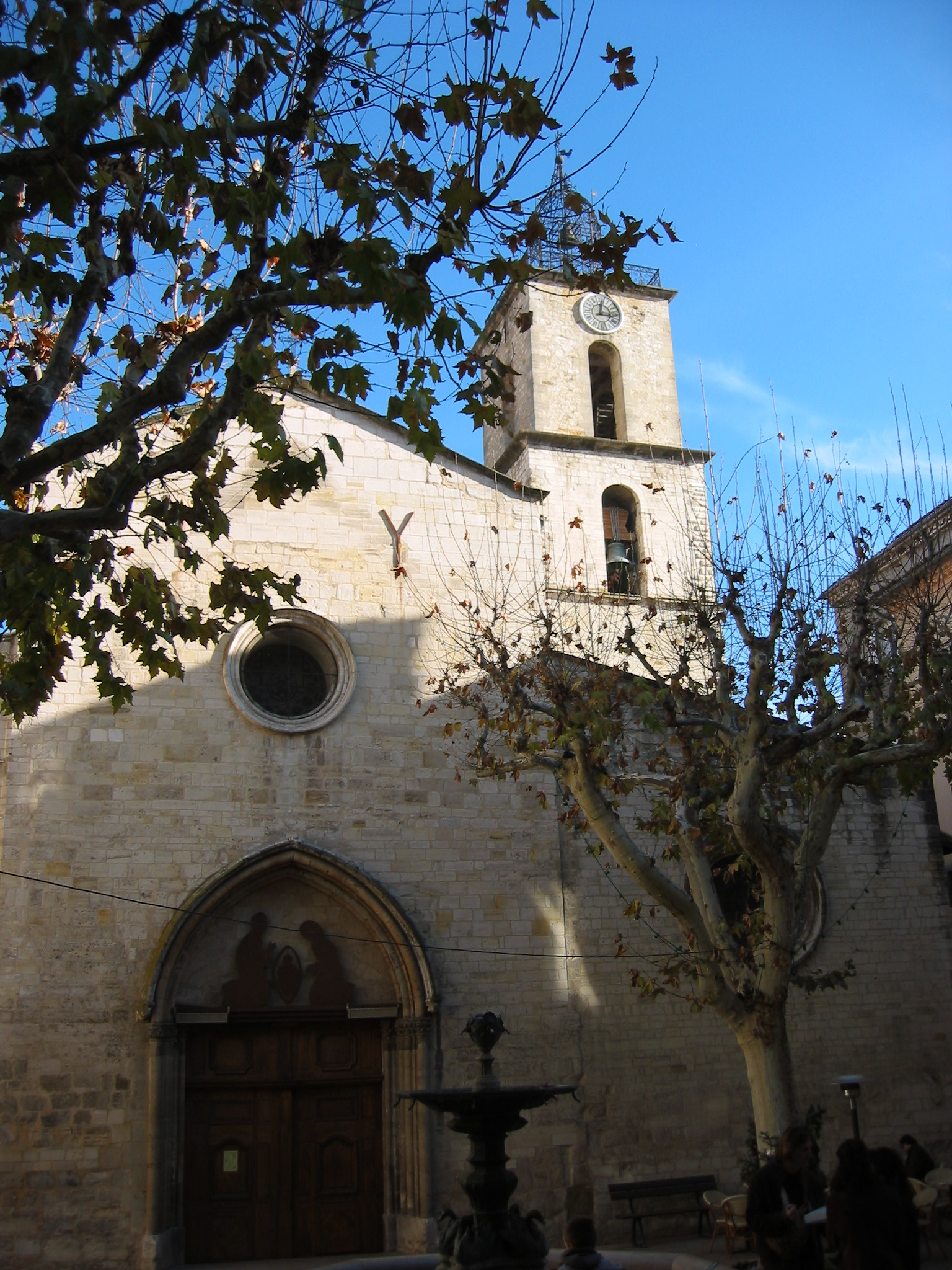
Церковь Сен-Совёр
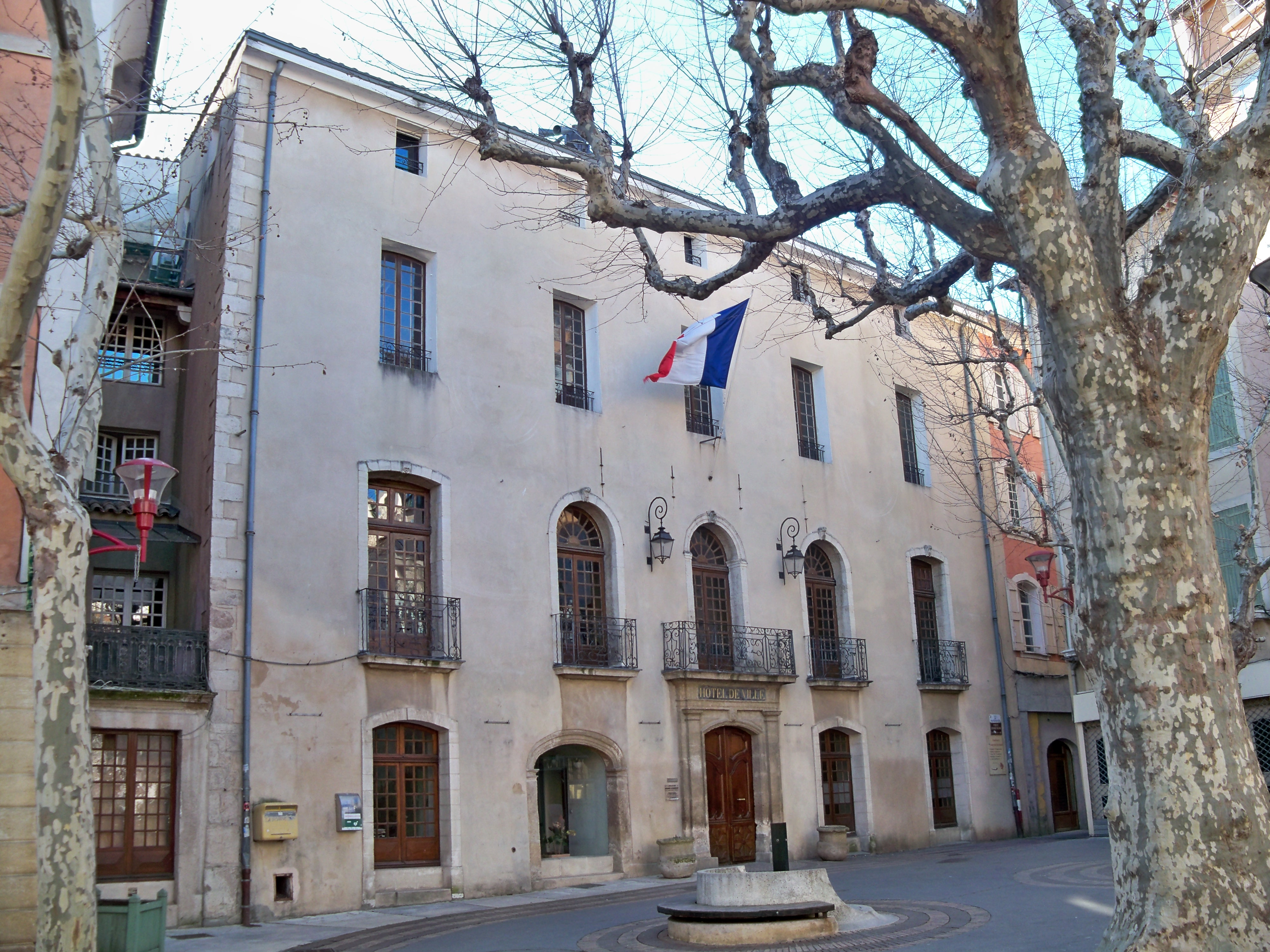
Мэрия
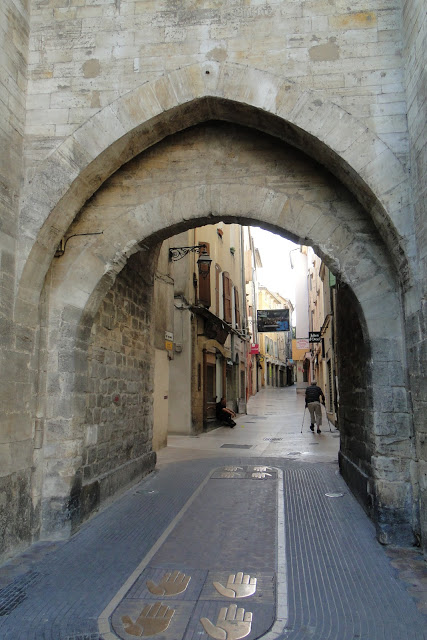
Улица в старом городе